# Stazione di Alcamo Diramazione
La stazione di Alcamo Diramazione è una stazione ferroviaria posta sulla linea Palermo-Trapani, e origine della linea per Trapani via Milo e della linea per Trapani via Castelvetrano. Sita nel territorio comunale di Calatafimi Segesta, serve tuttavia prevalentemente il centro abitato di Alcamo.

## Storia
La stazione, nata nel 1931 durante il periodo del fascismo, fu concepita come snodo passeggeri e merci per la provincia di Trapani e a servizio della città di Alcamo, la cui precedente stazione era ormai vetusta, nonché il punto di diramazione della ferrovia da Palermo con la linea diretta per Trapani via Milo (125 km) e la linea lunga per Trapani via Castelvetrano (197 km) e per la sua inaugurazione il duce Benito Mussolini visitò la città di Alcamo.
La scelta della località di diramazione della nuova linea diretta per Trapani attraverso la via Milo dove è stata costruita la stazione di Alcamo Diramazione è stata piuttosto complessa. La stazione inoltre era stata pensata per permettere l'innesto di una terza linea, all'epoca ancora da progettare, in prosecuzione della trasversale interna Catania-Enna-Roccapalumba, in modo da costituire un vero nodo ferroviario che permettesse di realizzare u collegamento da Catania a Trapani per l'interno dell'isola.
Nel corso della seconda guerra mondiale la stazione è stata bombardata e in seguito a ciò fu anche teatro di un tragico avvenimrnto: uno dei bombardamenti danneggiò infatti alcuni carri merci carichi di vettovaglie, e una dozzina di alcamesi, e non solo, si recarono sul posto andando a rovistare spinti dalla fame e dalle privazioni della guerra, ma una volta scoperti furono subito tutti fucilati sul posto da un plotone di Regi Carabinieri, sopraggiunto dalla caserma di Alcamo.
Intorno alla stazione si è sviluppata l'area industriale Fegotto, con stabilimenti importanti come la Sicilgesso, cantine vinicole, falegnamerie e altre attività manifatturiere, che si presenta come una piccola cittadella con aree per i lavoratori, dormitori e una piccola chiesetta.
Purtroppo, con la sospensione a tempo indeterminato, a partire dal febbraio 2013, della circolazione tra le stazioni di Alcamo Diramazione e Trapani, a causa di alcuni smottamenti di terreno che interessarono anche la massicciata ferroviaria, la stazione oggi risulta deserta e le strutture annesse in stato di abbandono, con la vegetazione a farla spesso da padrona, con traffico merci soppresso e traffico passeggeri ridotto al minimo.

## Strutture e impianti
La stazione è dotata di un fabbricato viaggiatori a due piani, dotato di pensilina a cinque luci su frone e retro e a due luci laterali, con tabacchi, bar e la sala d'attesa con biglietteria automatica ed un fabbricato per i servizi igienici isolato.

ALn 663.1176 in partenza direzione Trapani

La stazione è dotata di 5 binari per servizio viaggiatori, di cui 3 in uso, utilizzati oltre che per il traffico viaggiatori, per precedenze e incroci,   lunghi 790 metri, oltre a quattro binari per soste e depositi. La stazione è provvista di un sottopassaggio lungo trenta metri e largo quasi tre che consente l’accesso a due marciapiedi interni lunghi duecento metri e larghi sette, uno dei quali con una pensilina in cemento armato di 200 metri.
Lo scalo merci, in uso fino agli anni dieci del XXI secolo, caratterizzato da una zona per la movimentazione oltre a due binari due annessi al piazzale di scarico e carico diretto dei materiali grazie ad un piano caricatore coperto.
Nel piazzale della stazione è presente una rimessa per due locomotive, un  fabbricato per i locali accessori, servizi igienici, un dormitorio ed una piattaforma girevole dal diametro di 21 metri.
Sono presenti inoltre una cabina di controllo apparati in cemento armato in pieno stile razionalista per gli apparati elettrici di manovra tra il quarto e il quinto binario e un grande serbatoio dell'acqua con annessa colonna idrica per le locomotive a vapore.